# Aleš Černý
Aleš Černý (10. listopadu 1920 Brno – 29. března 1984 Brno) byl moravský akademický malíř, kreslíř a ilustrátor. Originální dynamickou formou zachycoval lidové tance a zvyky.

## Život a studia
Aleš Černý se narodil v Brně-Husovicích, kde vychodil základní školu. Od dětství zajížděl na Slovácko, kde poznal lidové tance a pestrost místních krojů. Zažil fašankové, svatební a hodové zvyky. Po maturitě na I. českém reálném gymnáziu v Brně absolvoval Uměleckoprůmyslovou školu (ŠUŘ Brno) u profesorů Emanuela Hrbka (který ho podporoval ve vlastních názorech a vyhledávání námětů) a především Františka Süssera, soukromě pak studoval u malíře Josefa Zamazala. Tehdy podnikl svou první studijní cestu na Slovácko. Inspiroval se barevností Slovácka, navštívil Hodonín, Rohatec, Strážnici, Hroznovou Lhotou, Lipov či Velkou nad Veličkou. Později vykonal studijní cestu do Itálie. Za druhé světové války byl totálně nasazen na práce v Německé říši.
Po válce byl jako výtvarník zaměstnán v Ultraphonu, R. a J. Brno II a v Chiraně Brno. V roce 1946 se oženil s Jiřinou Páleníkovou, jejich dcerou je Ing. Svatava Buchtová. Po rozvodu se v roce 1955 podruhé oženil s Olgou Staškovou, jejich dcerou je PaedDr. Dalimila Hodaňová, vnukem Mgr. Ondřej Hýsek, Ph.D. Měl vztah s etnoložkou Zdenou Jelínkovou. Negativní postoj Aleše Černého k okupaci roku 1968, protestní vystoupení ze Svazu umělců či emigrace jeho nevlastního bratra Vladimíra Černého do Kanady vedla v době normalizace k mnoha ústrkům ze strany totalitního režimu. Zemřel náhle v roce 1984 na vrcholu svých tvůrčích sil. Je pochován na brněnském Ústředním hřbitově, pomník má na hřbitově ve Velké nad Veličkou.

## Umělecká tvorba
Aleš Černý celou svoji dráhu malíře zasvětil moravskému folklóru. Ve svých pracích nejčastěji zachycoval různé situace a fáze lidových tanců. Jeho obrazy uchovávají obyčeje a život moravského venkova. Značná část jeho obrazů pochází zejména z různých míst Moravského Slovácka, Podluží a Horňácka. Velkou část života strávil cestováním po celé Moravě i Slovensku.
Ve spolupráci se Slováckým krúžkem v Brně vytvořil první studie lidového tance - už ty ukazují technickou zralost a naznačují umělcův další vývoj. Nešlo mu pouze o obecný formálně estetický princip, ale ve výtvarné kultivaci lidového tance usiloval o osobitý, nový, doposud nepoznaný malířský projev.
Aleš Černý je především Janem Křížem označován za "malíře lidového tance", jelikož vytvořil nespočet kreseb, studií a kompozic tance z Podluží, Horňácka, Dolňácka i jiných národopisných oblastí. Tanec tak tvoří nejvýznamnější část jeho umělecké tvorby. Důležité je rovněž zobrazování krojů, zvyků a života slováckého lidu. Věnoval se také portrétům vesnických žen a mužů a krojovým detailům. Ve velkých kompozicích nalézáme vrchol díla Aleše Černého.
Citujme Jana Kříže (Malíř lidového tance, s. 9): „Jsou to přesvědčivá díla, neboť žádný detail nezůstal malířsky skrytý. Teplo rozžhaveného písku u Břeclavi, kamení na horských polích poblíž Velké nad Veličkou, pestrost červnových luk ve Veselí nad Moravou a kouzelnost řeky Moravy u Uherského Hradiště, to vše se zachytilo v pentlích děvčat a šohajů a opar slováckého rána se rozplynul v bělosti rukávů slováckých krojů.“
Jako výtvarník se podílel na desítkách grafických listů, pozvánek, programů a plakátů pro folklorní soubory. Významná je i jeho ilustrátorská
spolupráce na řadě etnografických a folkloristických publikací, např. Podluží (Brno 1962), Horňácko (Brno 1966), Náš kraj (Brno 1982) aj. Ilustroval také práce Zdenky Jelínkové o lidovém tanci. V roce 1994 byla v Hodoníně u příležitosti desátého výročí úmrtí Aleše Černého uspořádána výstava jeho obrazů. V roce 2011 byly jeho obrazy představeny na výstavě k 650. výročí Hrubé Vrbky. Jeho dílo je dodnes velmi často využíváno nejrůznějšími folklorními soubory, k propagaci tradičních zvyků, hodů (např. Brno-Líšeň 2011) apod. U příležitosti čtyřicátého výročí malířova úmrtí připravilo Městské muzeum a galerie v Břeclavi v únoru 2024 v prostorách synagogy reprezentativní výstavu obrazů Aleše Černého s tématem "Podluží".